# 775 Lumière
775 Lumière este un asteroid din centura principală, descoperit pe 6 ianuarie 1914, de Joanny Lagrula.